# Roi Ping de Zhou
Le roi Ping de Zhou ou Zhou Ping wang (chinois : 周平王 ; pinyin : zhōu píng wáng) de son nom personnel Ji Yijiu (姬宜臼, jī yíjiù). Il fut le treizième roi de la dynastie Zhou et fondateur de la dynastie des Zhou orientaux. Il régna de 771 à 720 av. J.-C.

## Règne
Il devint roi après que son père fut assassiné par les Barbares qui mirent à sac la capitale Hao (鎬) en -771. Il dut fuir les troubles à Hao et fut escorté par le duc de Qin jusqu'à Luoyi (洛邑) où il installa sa nouvelle capitale. Puis avec l'assistance de ses alliés, il reprit la réalité du pouvoir sur le royaume Zhou, qui s'effondrait depuis l'invasion de Hao en -771.

### L'affaiblissement des Zhou
Reconnaissant de l'assistances de ses alliés, il leur légua à eux et leur postérité des fiefs. Il céda notamment un important territoire à Qin qui avait été le feudataire le plus impliqué à le soutenir. À la suite de cela, le territoire des Zhou se réduisit considérablement ce qui les mit dans un état de dépendance par rapport aux grands feudataires.

### L'ascension de Zheng
Pendant son règne, certains vassaux prirent de l'importance par rapport au roi, dont notamment le duc de Zheng qui servait également de premier ministre. Le roi Ping ne sut pas comment enrayer son ascension qui allait aboutir sous le règne du roi Huan à un désastre militaire et une terrible décrédibilisation de la dynastie.